# 小行星4440
小行星4440（4440 Tchantches）是一颗围绕太阳公转的小行星。1984年12月23日，弗朗索瓦·多桑（François Dossin）在上普罗旺斯发现了此天体。
这颗小行星的绝对星等为225.02910等。